# Chlorochaeta flavitaenia
Chlorochaeta flavitaenia är en fjärilsart som beskrevs av W. Warren 1898. Chlorochaeta flavitaenia ingår i släktet Chlorochaeta och familjen mätare. Inga underarter finns listade i Catalogue of Life.